# كونستانتين راينر
كونستانتين راينر (بالألمانية: Constantin Reiner) (11 يوليو 1997 في النمسا - ) هو لاعب كرة قدم نمساوي في مركز الدفاع. لعب مع نادي رييد.

## وصلات خارجية
- كونستانتين راينر على موقع قاعدة بيانات كرة القدم.إي يو (الإنجليزية)
- كونستانتين راينر على موقع Soccerway.com (الإنجليزية)
- كونستانتين راينر على موقع عالم كرة القدم.نت (الإنجليزية)